# Guerre de Pink
La guerre de Pink est une campagne de bombardement air-sol et de mitraillage menée par la Royal Air Force (RAF), sous le commandement du Wing Commander Richard Pink (en), contre les forteresses montagnardes des tribus mahsud (en) au Sud-Waziristan en mars et avril 1925. C'était la première action indépendante de la RAF, et reste la seule campagne portant le nom d'un officier de la RAF.

## Contexte
La défense de la Province de la frontière-du-nord-ouest était une tâche importante pour l'Inde britannique. Dans les années 1920, les britanniques étaient engagés dans un effort continu pour défendre les bases de l'armée indienne britannique contre les raids des militants des tribus de la province. En juillet 1924, les britanniques ont monté des opérations contre plusieurs tribus Mahsud dans le Sud-Waziristan et en octobre, la plupart des tribus avaient cessé leurs activités. Seule la tribu Abdur Rahman Khel et trois autres tribus de soutien ont continué à attaquer les postes de l'armée.

## Opérations

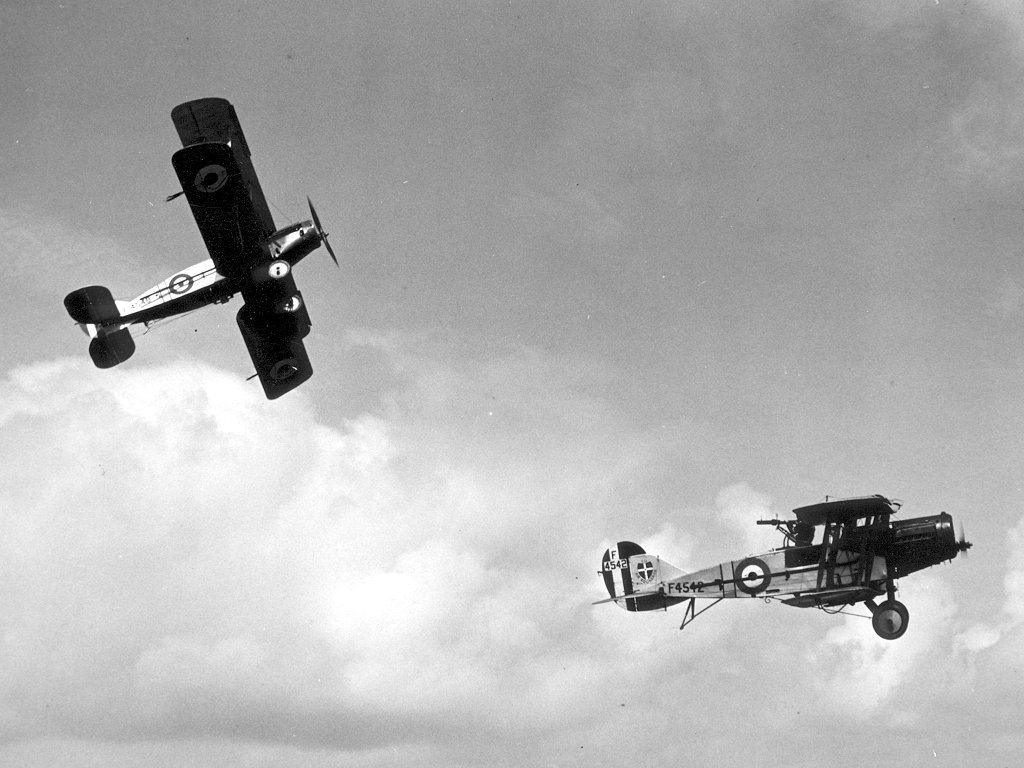
Deux Bristol F.2B Fighters, l'un des types d'avions utilisés lors de l'opération.

Après l'utilisation réussie des bombardements aériens lors de la campagne de la cinquième expédition du Somaliland en 1920, la jeune RAF tenait à établir davantage ses références militaires. Les forces britanniques avaient mené des opérations contre les tribus Mahsud au Waziristan à partir de juillet 1924, ne laissant que la tribu Abdur Rahman Khel et quelques autres tribus encore en activité en octobre 1924. L'air officer commanding en Inde, Sir Edward Ellington (en), a pris la décision sans précédent de mener des opérations aériennes contre les tribus sans le soutien de l'armée. La 2e Escadre (Inde), sous le commandement du Wing Commander Richard Pink à Risalpur, a été affectée à la conduite de l'opération.
Les chasseurs Bristol F.2B du 5e Escadron (en) ont été déployés au quartier général opérationnel de la piste d'atterrissage de Tank, tandis que ceux de Havilland DH.9A des 27 (en) et 60e Escadron de la RA (en) ont été déployés dans un60 escadronse base d'opérations avancée à Miranshah.  Les opérations ont commencé le 9 mars 1925 et à la suite d'une sortie initiale pour lâcher des tracts d'avertissement sur les zones ciblées, les escadrons de la RAF ont mitraillé les bastions des montagnes tribales dans une tentative réussie d'écraser la rébellion. Les opérations visaient à perturber les activités quotidiennes des tribus militantes, ainsi qu'à empêcher l'accès aux refuges ; des sorties ont été effectuées de nuit comme de jour, afin de provoquer d'autres perturbations.
Le 1er mai 1925, après un peu plus de 50 jours de bombardements, les chefs tribaux ont demandé la paix pour mettre fin aux bombardements, mettant ainsi fin à la courte campagne. Seulement deux britanniques sont morts et un avion perdu pendant la campagne; Les victimes de Mahsud ne sont pas connues. La guerre de Pink était la première action aérienne de la RAF menée indépendamment de l'armée britannique ou de la Royal Navy.

## Honneurs
Une fois la campagne terminée, la Médaille du service général de l'Inde (en) avec la barrette du Waziristan 1925 a été décernée aux 46 officiers et 214 hommes de la Royal Air Force qui ont pris part à la guerre de Pink. C'était de loin la barre la plus rare décernée avec une Médaille du service général de l'Inde, et n'a été décernée qu'après que le chef d'état-major de l'Air de l'époque, Sir John Salmond, ait réussi à annuler la décision du War Office de ne pas accorder de médaille pour la campagne. Le commandant de la campagne, le Wing Commander Pink, qui a donné son nom à l'action, a bientôt reçu une promotion au grade de group captain "en reconnaissance de ses services dans le domaine du Waziristan". Pour service distingué pendant la guerre de Pink, le squadron leader Arthur John Capel (en) a reçu l'Ordre du service distingué, la Distinguished Flying Cross a été décernée aux flight lieutenant John Baker (en) et William Cumming, et au flying officer Reginald Pyne, et la Distinguished Flying Medal a été décernée aux sergeant pilot (en) George Campbell et Ralph Hawkins, au sergent Arthur Rutherford, au caporal Reginald Robins et au sergeant pilot William Alfred Walmsley. 14 autres hommes ont été mentionnés dans les dépêches, y compris les officiers d'aviation Edward Dashwood et Noel Hayter-Hames, qui ont tous deux perdu la vie au cours de la campagne.